# Melanotrichia forficula
Melanotrichia forficula là một loài Trichoptera trong họ Xiphocentronidae. Chúng phân bố ở miền Cổ bắc.